# پرونده قتل لورل-هاردی
آدمکشی (به انگلیسی: The Laurel-Hardy Murder Case) نام فیلمی کمدی با نقش آفرینی لورل و هاردی است.

## داستان فیلم
لورل و هاردی فقیر و بیکار سرگرم ماهیگیری در بندر هستند که به‌طور تصادفی روزنامه‌ای می‌بینند که در آن آگهی ای برای قرائت وصیت‌نامه «اِبنیزر لورل» ثروتمند نوشته شده‌است. لورل و هاردی به امید دریافت سهمی از ارث راهی خانه «اِبنیزر لورل» می‌شوند بی‌خبر از اینکه وی به قتل رسیده و ماجرا با آن چیزی که تصور می‌کنند بسیار تفاوت دارد.